# وينستون ديفيد وارد
وينستون ديفيد وارد هو رسام كندي، ولد في 20 يوليو 1964.